# Rute
Rute és un municipi de la província de Còrdova a la comunitat autònoma d'Andalusia, a la comarca de la Subbética cordovesa.

## Demografia
| 1996   | 1998   | 1999   | 2000  | 2001  | 2002   | 2003  | 2004  | 2005   | 2006  |
| ------ | ------ | ------ | ----- | ----- | ------ | ----- | ----- | ------ | ----- |
| 10.047 | 10.083 | 10.083 | 9.923 | 9.862 | 10.045 | 9.970 | 9.960 | 10.143 | 9.309 |

## Gastronomia

### Oli d'oliva
El paisatge circundant la població de Rute es troba rodejada de parcel·les d'oliveres. Bona part de la producció es dedica a l'oli d'oliva. Rute disposa de diversos trulls en els quals es pot adquirir oli d'oliva verge.

### Dolços
A Rute es produeixen dolços de Nadal, com ara polvorons, dolços de pasta de fulla i piononos.

### Anisats i destil·lats
Rute disposa de destil·leries d'aiguardent, de varietats extra, seca i dolça. També s'elaboren altres licors com ara el pacharán, licor de guindas o rosolí. Les marques actualment més conegudes amb fàbriques a la localitat són: Altamirano (fundada el 1909), Arruza (1983), Machaquito (1876) i Raza (1876).

### Cecines i pernils
L'empresa Jamones de Rute produeix productes derivats del porc com ara la botifarra de cervell, la botifarra negre o el replè. La fàbrica disposa d'un museu, en el qual s'ha arribat a fabricar una llonganissa de 280kg i 5m de llarg.